# Caspar Schøller (gehejmeråd)
 Der er flere personer med dette navn, se Caspar Schøller.
Caspar Schøller (6. juli 1644 i Køge – 29. december 1719 i København) var en dansk gehejmeråd, godsejer og justitiarius, bror til Rasmus Schøller.

## Uddannelse
Han fødtes i Køge, hvor faderen, assessor i Højesteret Christen Casparsen Schøller (1609-1677), var borgmester; moderen var Anne Rasmusdatter. 1662 blev han fra Roskilde Skole indskrevet ved Universitetet, hvor han valgte Rasmus Vinding til sin præceptor, under hvis vejledning han begyndte at studere jura og 1664 tog bakkalaurgraden, hvorpå han to år efter rejste udenlands. Rejsen gik først til universitetet i Leiden, hvor han opholdt sig 1667, derfra over Tyskland til Paris, hvor han studerede 1669-70.

## Karriere
Hjemkommet til Danmark valgte han som så mange unge mænd af den højere borgerstand på den tid at træde i Statens administrative tjeneste og blev ved begyndelsen af 1674 udnævnt til sekretær i Danske Kancelli, rimeligvis på foranledning af Griffenfeld, som synes at have protegeret familien. Efter dennes fald blev han 1676 sekretær og gehejmebogholder, dvs. protokolfører i Gehejmerådet, og 1678 kammersekretær (kabinetssekretær), i hvilke stillinger han fulgte kongen i krigen i Skåne, og hvori han af sin samtid roses for dygtighed og nøjagtighed og som en mand af udpræget dansk sindelag. Hans indflydelse var i krigsårene, da Kancelliets sager til dels afgjordes i felten, meget stor, men også efter freden bevarede han kongens særlige tillid og fortrolighed; derpå tyder også hans hurtige avancement, jævnlige rangforhøjelser og hyppige nådesbevisninger af ikke ringe materiel værdi; således fik han 1679 sammen med broderen, landsdommer Rasmus Schøller, et våbenbrev, blev året efter ved siden af sin stilling som kammersekretær kancelliråd og medlem af Kancellikollegiet, 1684 etatsråd, 1695 Hvid Ridder og 1697 justitsråd med ordre til efter tilsigelse at møde i Højesteret.

### Medlem af kommissioner
Jævnsides med sin egentlige embedsvirksomhed blev Schøller brugt som medlem af en betydelig række særlige regeringskommissioner; således udnævntes han 1681 sammen med Christian Scavenius, Michael Vibe og Rasmus Vinding til medlem af 4. og sidste revisionskommission af Danske Lov, på hvis trykning og udgivelse han samme år for sig og arvinger fik 30 års eneret; dette privilegium gjaldt tillige Norske Lov og politianordningerne. Hans fordel ved denne eneret synes imidlertid ikke at have været stor, thi to år efter fik han på grund af den store bekostning, som udgivelsen af Danske Lov havde forårsaget ham, af kongen skænket fire kirker med tiender på Sjælland, ligesom han samtidig fik tilstået toldfri indførsel af papir til trykningen. 1683 blev han medlem af en lignende kommission for Norske Lovs vedkommende, hvilken blev nedsat for at revidere et af norske kommissærer udarbejdet forslag til en norsk lovbog, en revision, som tilendebragtes af ham og Matthias Moth 1687; 1690 blev han medlem af kommissionen for påligningen af en ny grundskat på alle ejendomme i København og 1693 af en lignende for påligningen af en havneskat sammesteds; tillige blev der overdraget ham forskellige bestillinger, således 1714 at være deputeret og en af hoveddirektørerne for Vand- og Brandvæsenet i København og direktør for Fechtels Stiftelse.
Schøller, der 1690 var fratrådt som kammersekretær og 1699 udtrådt af Kancellikollegiet, udnævntes 1704 til gehejmeråd og 1705 til justitiarius i Højesteret; han døde i København 29. december 1719.

## Godsejer
Efter sin fader havde Schøller arvet en ret anselig Formue, som han efterhånden anbragte i Jordegods; således købte han 1680 hovedgårdene Lellinge og Spanager og 1689 Tågerød, til hvilke gårde han lidt efter lidt samlede et betydeligt bøndergods, dels ved heldige mageskifter og køb, dels ved direkte gaver fra kongen eller som betaling for resterende gage. Han kom derved i alt i besiddelse af et samlet godskompleks på over 1400 tønder hartkorn og tretten kirker; desforuden ejede han et betydeligt strøgods både på Sjælland og i Jylland, som han købte og samlede til større komplekser for atter at sælge eller mageskifte det til kronen, der da indrettede rytterdistrikterne.
18. december 1672 havde han i Vor Frue Kirke ægtet Johanne Thune (1. august 1652 i København - 6. februar 1736), datter af rådmand Morten Mikkelsen Thune (1602-1665) og Kirstine Jensdatter. Året efter mandens død solgte hun alle hans ejendomme.
Han er begravet i Lellinge Kirke.
Schøller er afbildet på epitafiemaleri for forældrene af Heinrich Dittmers (Sankt Nicolai Kirke, Køge) og i et portrætmaleri.